# 愛玩動物看護師法
愛玩動物看護師法（あいがんどうぶつかんごしほう、令和元年法律第50号）は、国家資格である愛玩動物看護師の資格および、その業務を適正運用するための規律に関する法律である。
本法は議員立法として制定された。

## 沿革
近年、多数の犬や猫等の愛玩動物がペットとして飼育され、家族の一員としてかけがえのない存在として大切にされるようになり、その長寿命化が顕著となったが、高齢化に伴い、がんや糖尿病等の慢性疾患を抱える愛玩動物が必然的に増加した。これに伴い、獣医師は従来よりも高度かつ多様な医療を求められるようになり、獣医師と動物看護師によるチーム獣医療の提供体制を整備する必要が生じていた。しかし、獣医師法第17条の規定により、獣医師でない者は飼育動物の診療を業務とすることが禁じられていたので、民間資格の動物看護師は、獣医師の診療中に患者となる動物を動かないようにすること等しかできなかった。
この状況を受け、本法は、愛玩動物看護師として必要な知識及び技能について試験を行い（第29条）、これに合格して免許を受けた者については（第3条）、愛玩動物に限定して、獣医師法第17条の例外として「診療の補助」を可能とすることとした（第40条第1項）ものである。
なお、近年、愛玩動物の多頭飼育崩壊が社会問題化していることもあり、愛玩動物看護師には、飼い主に対して適正な飼育に向けた助言や支援を行うことも期待されている。

## 制度の詳細

### 試験・免許
- 試験には受験資格があり、愛玩動物看護師を養成する学校を卒業した者、動物看護師（民間資格）を養成する学校を卒業してから指定の研修を受けた者、愛玩動物の看護等の経験が5年あり予備試験に合格した者のいずれかである必要がある[8]。
- 試験は、愛玩動物看護師として必要な知識及び技能について行われる（第29条）。

具体的には、基礎動物学、基礎動物看護学、臨床動物看護学、愛護・適正飼養学について問わている。
- 免許は、試験に合格した者の申請により与えられるが、罰金以上の刑に処せられた者等[注釈 1]、一定の場合には免許が授与されないことがある。また、免許取得後もこれらの事由に該当した場合には、免許が取り消されることがある（第9条）。

### 業務
- 愛玩動物について獣医師が行う診療の補助ができる（第2条、第40条第1項）。
- 「愛玩動物」とは、犬・猫（第2条）・オウム科全種・カエデチョウ科全種・アトリ科全種（法施行令第1条各号）を指す。ウサギ・亀・豚は愛玩動物に含まれないので、これらの診療の補助を行うことはできない[10]。
- 「診療の補助」とは、愛玩動物に対する診療の一環として行われる衛生上の危害を生ずるおそれが少ないと認められる行為であって、獣医師の指示の下に行われるものを指す（第2条）。具体的には、輸液剤の注射・採血・マイクロチップの装着・カテーテル留置・投薬等である[11]。
- 診療の補助を行うにあたっては、獣医師と緊密な連携を図り、適正な獣医療の確保に努めなければならないとされている（第41条）。

### その他
- 業務独占資格である[12]。
- 名称独占資格である（第42条）。

## 構成
- 第1章　総則（第1条・第2条）
- 第2章　免許（第3条 - 第28条）
- 第3章　試験（第29条 - 第39条）
- 第4章　業務等（第40条 - 第43条）
- 第5章　罰則（第44条 - 第48条）
- 附則

## 制定経過
- 令和元年（2019年）
  - 6月7日：衆議院において「愛玩動物看護師法案」受理。
  - 6月13日：衆議院本会議において全会一致で可決、参議院へ送付。
  - 6月19日：参議院環境委員会に付託。
  - 6月20日：参議院環境委員会において可決。
  - 6月21日：参議院本会議において可決・成立。
  - 6月28日：公布。
  - 12月28日：次の規定が施行。
    - 第34条（指定試験機関の指定）から第36条（指定試験機関の愛玩動物看護師試験委員）まで
    - 第38条（準用）（第18条（帳簿の備付け等）及び第25条（指定登録機関がした処分等に係る審査請求）の規定を準用する部分を除く。）
    - 第39条（試験の細目等）
    - 第44条（罰則）
    - 第45条（罰則）
    - 第47条（罰則）（第1号を除き、指定試験機関に係る部分に限る。）
    - 附則
      - 第4条（予備試験）
      - 第5条（予備試験）
      - 第9条（農林水産省設置法の一部改正）
      - 第10条（環境省設置法の一部改正）
- 令和4年5月1日：残りの規定を全て施行。